# Круфт
Круфт (нім. Kruft) — громада в Німеччині, розташована в землі Рейнланд-Пфальц. Входить до складу району Маєн-Кобленц. Складова частина об'єднання громад Пелленц.
Площа — 18,17 км2. Населення становить 4308 ос. (станом на 31 грудня 2020).